# Trésors du goût
Cet article concerne le magazine français « Trésors du Goût ». Pour les autres significations associées au mot monde, voir Trésor (homonymie).
Trésors du goût est un magazine trimestriel français fondé par Ludovic Duhamel en 2008. La diffusion en France de ce trimestriel a été de 286 240 exemplaires sur la période 2008-2010

## Histoire
Le premier numéro de Trésors du Goût paraît le 28 janvier 2008, daté du 19 décembre. Trésors du Goût est une émanation des Editions Auréoline revendue à la sortie du premier numéro à des particuliers. Réalisé par Albert Allon qui fonde une société à responsabilité limitée au capital de 18 000 euros répartis en 100 actions, son premier comité de rédaction comprenait également Ivan Levaï, qui assure la revue de presse quotidienne sur les ondes de la station France Musiques.
Jean-Paul Viart est un des principaux responsables de la rédaction. La rédaction est dirigée par Jhonatan Oullo depuis 2009. 
De 2008 à 2009, Trésors du Goût est diffusé sur Cuisine T.V alors partenaire du magazine. Le Grand Jury. Il a été remplacé par Le Figaro en septembre 2006.
Trésors du Goût fera l'interview de Claude Lelouch puis d'Andréa Ferréol, de Nicole Calfan et d'autres.

## Position deTrésors du Goûtdans la presse Culinaire française
Le magazine est le point de jonction de plusieurs grands courants d'idée : terroir et traditions[réf. nécessaire], sur le plan intérieur et le goût de l'insolite et des bonnes choses[réf. nécessaire]. 

## Responsables

### Directeurs de la publication
- Ludovic Duhamel (2008 - Août 2008)
- Albert Allon (2008-Mars 2009)
- Jhonatan Oullo (Mars 2009-)

### Directeurs du développement
- Bruno Renout (Avril 2009-)

### Rédacteurs en Chef
- Jean-Paul Viart (Décembre 2008-)

## Rédaction
- Ludovic Duhamel (2008 - Février 2009)
- Anne-Lise Farkoa (2008-Août 2008)
- Patrick Rizzi (2008-Février 2009)
- Ivan Levaï (2008-2009)
- Ariane Métais (2008-Mars 2010)
- Jérôme Archamault (Décembre 2008-)
- Jean-Paul Viart (Décembre 2008-)
- Ermelinda Ennas (Avril 2010-)